# Jan Główczyk (dziennikarz)
Jan Piotr Główczyk (ur. 30 maja 1927 w Grybowie, zm. 23 września 2004) – polski dziennikarz, działacz polityczny, publicysta, doktor nauk ekonomicznych, członek Biura Politycznego KC PZPR (1986–1988), sekretarz KC PZPR (1982-1988).

## Życiorys
Syn Piotra i Florentyny. W latach 1943–1947 pracował w Nowym Sączu – kolejno jako robotnik w „Etikettenfabrik” (do 1944) i rejestrator w Urzędzie Skarbowym (od 1945). Następnie podjął studia na Uniwersytecie Jagiellońskim, które ukończył w roku 1950, uzyskując stopień magistra nauk spółdzielczych. W tym samym roku był przez 11 miesięcy zastępcą asystenta na UJ, a przez kolejne półtora roku (1951–1952) młodszym asystentem w Wyższej Szkole Ekonomicznej w Krakowie.
W latach 1949–1952 należał do Związku Akademickiej Młodzieży Polskiej, Związku Młodzieży Polskiej i Zrzeszenia Studentów Polskich. W latach 1950–1951 przewodniczący Rady Uczelnianej ZSP na Uniwersytecie Jagiellońskim. W 1952 roku został członkiem Polskiej Zjednoczonej Partii Robotniczej i aspirantem w Instytucie Nauk Społecznych przy KC PZPR, którym był do roku 1955. Następnie przez rok był II sekretarzem Podstawowej Organizacji Partyjnej PZPR w Zakładach Przemysłu Bawełnianego im. Juliana Marchlewskiego w Łodzi. W latach 1956–1962 był adiunktem Katedry Ekonomii Politycznej w Wyższej Szkole Nauk Społecznych przy KC PZPR. W latach 1957–1982 był redaktorem naczelnym czasopisma „Życie Gospodarcze”. Od 1960 był też członkiem Stowarzyszenia Dziennikarzy Polskich (wieloletni członek Prezydium Zarządu Głównego) i Polskiego Towarzystwa Ekonomicznego (członek Prezydium Zarządu Głównego w latach 1971-1980). W latach 1978–1980 był także przewodniczącym Zarządu Głównego Związku Zawodowego Pracowników Książki, Prasy, Radia i Telewizji. 
W latach 80. był członkiem najwyższych władz PZPR. Członek Komitetu Centralnego PZPR (1981–1990), zastępca członka Biura Politycznego KC PZPR (1981–1986), członek Biura Politycznego KC PZPR (1986–1988), Sekretarz Komitetu Centralnego PZPR (1982–1988). W latach 80. wchodził również w skład Rady Redakcyjnej organu teoretycznego i politycznego KC PZPR Nowe Drogi. W latach 1981–1983 był członkiem Komisji KC PZPR powołanej dla wyjaśnienia przyczyn i przebiegu konfliktów społecznych w dziejach Polski Ludowej. W latach 1981–1985 przewodniczący Komisji Polityki Społecznej Komitetu Centralnego PZPR, a w latach 1986-1988 przewodniczący Komisji Propagandy KC PZPR. W grudniu 1985 został przewodniczącym Zespołu do przygotowania "Sprawozdania z działalności Komitetu Centralnego i z realizacji uchwał IX Nadzwyczajnego Zjadzu PZPR" przed X Zjazdem PZPR, który odbył się w lipcu 1986.

## Odznaczenia
- Krzyż Komandorski Orderu Odrodzenia Polski
- Order Sztandaru Pracy I klasy
- Odznaka "Za zasługi dla rozwoju prasy polskiej i Stowarzyszenia Dziennikarzy Polskich" (1974)[5]
- Złota odznaka "Za zasługi dla dziennikarstwa" (1985)[6]
- Jubileuszowy Medal 100 Rocznicy Urodzin Georgi Dymitrowa (Bułgaria, 1983)[7]
- Medal 40-lecia Zwycięstwa w Wielkiej Wojnie Ojczyźnianej 1941–1945 (ZSRR, 1985)[8]
- Order Przyjaźni Narodów (ZSRR, 1987) - nadany przez Prezydium Rady Najwyższej ZSRR  "w uznaniu wkładu w rozwój przyjaźni i współpracy między PRL i ZSRR i w związku z 60-leciem urodzin"[9]